# Rachel Dratch
Rachel Dratch (22 de febrero de 1966) es una actriz y comediante estadounidense. Es conocida por haber sido parte de Saturday Night Live entre 1999 y 2006.

## Biografía
Nacida en California, Estados Unidos, Rachel es hija de Elaine y Paul Dratch, un radiólogo. Fue una alumna en las escuelas William Diamond Middle School y Lexington High School en Massachusetts. Dratch se graduó en psicología y drama en la Dartmouth College. Participó en la troupe de improvisación cómica The Second City por cuatro años. 
Se incorporó en 1999 al programa cómico de la televisión estadounidense Saturday Night Live. Sus papeles recurrentes del programa fueron Debbie Downer, Sheldon, Abe Scheinwald, y Denise. 
Apareció también en los espacios Monk, Frasier, Wizards of Waverly Place, 30 Rock y Ugly Betty. Participó también en las películas The Hebrew Hammer, Abajo el Amor, Dickie Roberts: Former Child Star, Click, I Now Pronounce You Chuck & Larry y My Life in Ruins.

## Filmografía
| Año  | Título                                    | Papel                           |
| ---- | ----------------------------------------- | ------------------------------- |
| 1999 | Serious Business                          | Jude Rusell                     |
| 2002 | Martin & Orloff                           | Southern Woman                  |
| 2003 | The Hebrew Hammer                         | Tikva                           |
| 2003 | Down With Love                            | Gladys                          |
| 2003 | National Lampoon's Barely Legal           | Mrs. Greitzer                   |
| 2003 | Dickie Roberts: Former Child Star         | Reiner's Secretary              |
| 2004 | Freshman Orientation                      | Very Drunk Chick                |
| 2004 | Looking for Kitty                         | Julie                           |
| 2005 | Her Minor Thing                           | Caroline                        |
| 2005 | Winter Passing                            | Female MC                       |
| 2006 | Click                                     | Alan/Alice                      |
| 2006 | The Pleasure Drivers                      | Counter Monkey                  |
| 2007 | I Now Pronounce You Chuck & Larry         | Benefits Supervisor Sara Powers |
| 2008 | Bill                                      | Doctor Robardo                  |
| 2008 | Harold                                    | Ms. Vicky Norris                |
| 2009 | Spring Breakdown                          | Judi Joskow                     |
| 2009 | Love N' Dancing                           | Kalle                           |
| 2009 | I Hate Valentine's Day                    | Kathy Jeemy                     |
| 2009 | My Life in Ruins                          | Kim Sawchuck                    |
| 2011 | Just Go with It                           | Kirsten Brant                   |
| 2012 | Teacher of The Year                       | Assistant Principal             |
| 2012 | That's My Boy                             | Phil's Wife                     |
| 2013 | Syrup                                     | Clerk                           |
| 2014 | A Little Game                             | Aunt Diane                      |
| 2015 | The Grief of Others                       | Madeleine Berkowitz             |
| 2015 | Sisters                                   | Kelly                           |
| 2016 | Hurricane Bianca                          | Deborah Ward                    |
| 2016 | Tracktown                                 | Gail                            |
| 2018 | La peor semana                            | Debbie                          |
| 2018 | Hurricane Bianca 2: From Russia with Hate | Deborah Ward                    |
| 2019 | Little                                    | Agent Bea                       |
| 2019 | Wine Country                              | Rebecca                         |
| 2023 | Spider-Man: Across the Spider-Verse       | Consejera Weber                 |
| 2024 | The 4:30 Movie                            | madre de Brian                  |